# باميلا أرمسترونغ
باميلا أرمسترونغ (بالإنجليزية: Pamela Armstrong)‏ هي صحفية بريطانية، ولدت في 25 أغسطس 1951.